# Максимов, Виталий Эдуардович
Виталий Эдуардович Максимов (род. 24 мая 1958, Москва) — советский, затем российский актёр театра и кино, кинорежиссёр, сценарист, продюсер, телеведущий. Заслуженный деятель искусств Российской Федерации (2008).

## Биография
Виталий Максимов родился 24 мая 1958 года в Москве в семье потомственных кадровых военных. В 1974 году поступил во «Всесоюзный заочный финансово-экономический институт» (ВЗФЭИ), а после окончания первого курса добровольно покинул его и поступил в ГИТИС им. А. В. Луначарского на актёрский курс народного артиста СССР Андрея Попова. Ещё студентом вышел на сцену профессионального театра. Первой оказалась сцена Академического театра им. Моссовета, где он принимал участие в двух спектаклях — «Ванечка» и «Возможны варианты»(1975).
С 1977 по 1979 год — студент-актёр Московского драматического театра имени К. С. Станиславского.
В 1979 году окончил актёрский факультет ГИТИСа (курс А. А. Попова) и получил предложение войти в труппы пяти московских театров.
С 1979 по 1987 год — актёр Московского драматического театре имени А. С. Пушкина.
С 1998 по 2003 год — актёр «Русской Антрепризы Михаила Козакова».
За годы службы в столичных театрах сыграл более 20 ролей.
В 1986 году закончил обучение на Высших режиссёрских курсах Гостелерадио СССР.
С 1986 по 1990 год — режиссёр и журналист Главной редакции радиовещания для молодежи (радиостанция «Юность») и Главной редакции информации («Маяк»). Автор, режиссёр и ведущий многочисленных радио программ, в том числе, возродившихся в «перестроечные» времена прямых эфиров: «Полевая почта», «Молодёжный канал», «Вечерний курьер», «Беседы о джазе», «Битлз — клуб» и мн. др. Одним из первых Виталий Максимов провёл прямой всесоюзный радиоэфир, управляя режиссёрским пультом из студии, сидя у микрофона. В этот же период им было проведено несколько всесоюзных благотворительных, многочасовых радио марафонов, среди которых — первый советско-американский, предшествовавший подобному аналогу на советском ТВ.
С 1987 года — корреспондент, автор и режиссёр ряда телевизионных проектов: «Киносерпантин» Марка Захарова, «ТСН», «До и после полуночи» Владимира Молчанова, «Добрый вечер, Москва».
С 1991 по 1993 год — специальный корреспондент, комментатор Российского Телевидения, студии «К-2» (РТР), автор, режиссёр и ведущий телепрограммы «Кинограф».
С 1993 года до настоящего времени — художественный руководитель видео отдела «Студии „ТРИТЭ“ Никиты Михалкова».
В 1995 году — автор, режиссёр и ведущий двух последних выпусков легендарной телепрограммы «Кинопанорама» на канале ОРТ.
С 1998 года — художественный руководитель и директор продюсерского центра «Студия ДД (Добрые Дела)».
С 2004 по 2008 год — художественный руководитель, режиссёр-постановщик и генеральный продюсер сатирического киножурнала «Фитиль». Как режиссёр-постановщик снял 160 игровых сюжетов. В этих короткометражных фильмах снимались: Михаил Пуговкин, Людмила Касаткина, Олег Табаков, Ия Саввина, Александр Лазарев-ст., Валерий Гаркалин, Вячеслав Гришечкин, Наталья Крачковская, Георгий Мартынюк, Юрий Горобец, Александр Леньков, Игорь Кашинцев, Владимир Сошальский, Виктор Сергачёв, Михаил Светин, Владимир Жириновский (в роли чиновника Минфина в игровом сюжете "К вам пришли"), Нина Гребешкова-Гайдай, Светлана Немоляева, Александр Калягин, Владимир Носик, Евгений Стеблов, Владимир Ильин, Лидия Федосеева-Шукшина, Александр Панкратов-Чёрный, Виктор Сухоруков, Михаил Ефремов, Мария Шукшина, Дмитрий Харатьян, Сергей Рубеко, Ирина Розанова, Ирина Лачина, Вадим Андреев, Любовь Толкалина, Татьяна Рудина, Сергей Баталов, Анатолий Журавлёв, Анатолий Калмыков, Андрей Ильин, Тамара Семина, Александр Ильин, Александр Семчев, Юрий Чернов, Раиса Рязанова, Владимир Зайцев, Станислав Садальский, Юрий Шлыков, Ольга Анохина, Владимир Горюшин, Алексей Крыченков, Александр Олешко, Алексей Якубов, Игорь Угольников, Василий Мищенко и многие другие.
Как актёр в кино дебютировал в 1976 году в фильме кинорежиссёра Владимира Басова «Дни Турбиных» в эпизодической роли юнкера, в титрах не указан. Затем последовало участие более, чем в 30 отечественных фильмах и сериалах.
С 1988 года — автор и режиссёр более 60 документальных фильмов и сериалов.
С 1990 года — автор и ведущий программ в жанре телеинтервью: «Сказка, рассказанная на ночь» (ТВЦ), «Золотая Серия» на ОРТ, «Видеоканал Студии К-2»(РТР), «Мой XX век» (ВГТРК), «Ночной Перекрёсток» (телеканал «Просвещение») и др.
Несколько сотен интервью с актерами, режиссерами, драматургами, писателями, политиками, общественными и государственными деятелями.
Начиная с 1990 г.,в качестве режиссёра, Виталий Максимов осуществил ряд постановок церемоний, премьер, юбилейных торжеств, среди которых — открытие и закрытие ММКФ, торжественные юбилеи писателя, поэта и общественного деятеля Сергея Владимировича Михалкова в Колонном зале Дома Союзов, на сцене Большого Кремлёвского Дворца и Большого театра, церемония вручения Российской национальной кинопремии «Золотой Орёл» на Мосфильме, целый ряд вечеров и премьер в Московском Доме Кино Союза Кинематографистов РФ.
2013—2015 — художественный руководитель режиссёрской мастерской ВГИК имени С. А. Герасимова.
2013—2015 — декан факультета Журналистики и СМИ в Институте Государственного Управления и Передовых Информационных Технологий (ИГУПИТ)
Виталий Максимов — автор и составитель книг: «Мне не спится», «Самый главный великан», «Андрей Попов», «Между дублями», автор опубликованных киносценариев «Я- Беркут», «Солдат из Ивановки» и др.
член Союза Кинематографистов РФ с 2000 года,
член Союза театральных деятелей РФ с 1984 года.
В марте 2022 года подписал обращение в поддержку военного вторжения России на Украину (2022).

## Творчество

### Роли в театре
Московский драматический театр им. К. С. Станиславского
- «Два веронца» У. Шекспир
- «Брысь, костлявая, брысь!» С. Шальтянис
- «Сирано де Бержерак» Э. Ростан
- «Время невиновных» З. Ленц
- «Робин Гуд» С. Заяицкий

Московский драматический театр им. А. С. Пушкина
- «Моя любовь на третьем курсе» М. Шатров
- «Там, у далёкой реки» А. Штейн
- «Оптимистическая трагедия» Вс. Вишневский
- «Последние дни» М. Булгаков
- «Разбойники» Ф. Шиллер
- «Сочная вырезка для фрёкен Авсениус» Р. Огорд
- «Пятый десяток» А. Белинский
- «Иван и Мадонна» А. Кудрявцев
- «Я — женщина» В. Мережко и другие

Русская антреприза Михаила Козакова
- «Цветок смеющийся» А. Коард

### Фильмография
- 1976 — Дни Турбиных — юнкер
- 1980 — Перед ужином — Валерьян
- 1980 — Быстрее собственной тени — Игорь
- 1982 — Предел желаний — Фадеев
- 1984 — Второй раз в Крыму — иллюзионист
- 1987 — Вот такая история… — Анатолий
- 1987 — Спасите наши души — главный редактор ТВ
- 1988 — Радости земные — актёр
- 1990 — Дни и годы Николая Батыгина — землемер
- 1990 — В. И. Ленин. Страницы жизни — Арманд Хаммер
- 1993 — Раскол — Виктор Крохмаль
- 2002 — Свободная женщина / Суррогатная мать — доктор Макклейн
- 2002 - Шоу Клары - режиссёр - постановщик и актёр ситком для ОРТ (4 серии)
- 2004 — Медные трубы — Павел Антокольский
- 2008 — Фитиль (сатирический киножурнал) — роли в 13 сюжетах
- 2006 — Национальное достояние — англичанин
- 2008 — Почтальон — француз Роше
- 2008 — Батюшка — доктор
- 2009 — Вердикт — Шкулёв
- 2009 — Паутина-3 — Санаев
- 2009 — Пират и пиратка — Емельянов - бывший советский резидент
- 2010 — Джокер — полковник ФСБ Ершов
- 2010 — А счастье где-то рядом — Мыленко
- 2013 — Больше-меньше — Семён Иванов
- 2013 — Газзила — сосед Ильич
- 2013 — Как развести миллионера — декан Роман Григорьевич
- 2014 — Джокер. Возмездие — генерал ФСБ Ершов
- 2014 — Дуэль. Пушкинъ — Лермонтовъ — Николай I
- 2015 — Альтернатива Гутмана — майор Седов

Режиссёрская документальная фильмография:
- 1988 — «Мне Брамса сыграют»
- 1991 — «Незнакомый Бурков. Письма к другу»
- 1991 -     Кинограф: "Власть и свобода"
- 1992 — «Георгий Епифанцев. Монолог перед смертью»
- 1992 — «Владимир Трещалов. Лютый»
- 1992 — Кинограф: «Сергей Филиппов»
- 1992 — Кинограф: «Пётр Щербаков»
- 1992 — «О,Театр!»
- 1993 — «Андрон»
- 1993 — «Штирлиц и другие»
- 1993 — «В. Шукшин. Чужой»
- 1994 -    Кинограф: "Леонид Гайдай"
- 1994 — «Кто есть кто. XX век» (90 серий)
- 1994 — «Москва. Время добрых надежд»
- 1995 -   «Кто есть кто. XX век». (90 серий)
- 1995 -   «Новогодний разъезд».
- 1995 — «Н. Михалков. Неоконченная пьеса»
- 1996 — «Этот удивительный Гайдай»
- 1996 — «Сентиментальное путешествие на мою Родину. Музыка русской живописи»
- 1997 — «Яков Протазанов»
- 1998 — «Тайны портретного фойе» (33 серии)
- 1998 — «Ваш Михаил Пуговкин»
- 1998 — «Учитель. Андрей Попов»
- 1998 — «Так кто же такой Сергей Михалков»
- 1999 — «Василий Шукшин. Я пришёл дать вам волю»
- 1999 —  «Больше не нужен никто»
- 2000 -    «Олег Ефремов. Он говорил за всю среду»
- 2000 —  «Михаил Козаков. Я привык первенствовать»
- 2000 —  «Михаил Булгаков. Чёрный снег» (15 серий)
- 2000 -   «Чтобы помнили. Елена Майорова».
- 2001 — «Сергей Колосов. Документальность легенды»
- 2004 — «Серебро и чернь» (12 серий)
- 2005 — «Медные трубы» (12 серий)
- 2005 — «Никита»
- 2006 — «Засадный полк» (12 серий)
- 2007 — «Мальчики державы» (12 серий)
- 2010 — «Влад Галкин. Трудно быть героем»
- 2010 -   «И вечностью наполнен миг» совм. с Н. Бондарчук (4серии)
- 2011 — «Охота на Льва» (4 серии)
- 2012 — «Иван Бунин. Две жизни — две судьбы» (4 серии)
- 2013 — «Сергей Михалков. Что такое счастье»
- 2013 — «Железная стена». История Преображенского полка.
- 2014 — «Небываемое бываетъ». История Семёновского полка.
- 2014 — «Проект Украина» (2 серии)
- 2015 — «Осовец. Крепость духа»
- 2016 — «Не числом, а уменьем»
- 2017 — «Его назвали Гением»
- 2019 — «Солдат из Ивановки»
- 2019 — «Война без грима»
- 2020 — «Бомба для Пушкина»
- 2021 — «Северное сияние Ирины Метлицкой»
- 2022 — «Меч Мономаха»
- 2022 - "Твербуль, или Пушкинская верста"
- 2023 - "Светильник правды и добра"
- 2023 - "Мой ГИТИС"

## Награды и звания
- Орден «За заслуги в культуре и искусстве» (8 августа 2023 года) — за большой вклад в развитие отечественной культуры и искусства, многолетнюю плодотворную творческую деятельность[6].
- Заслуженный деятель искусств Российской Федерации (1 декабря 2008 года) — за заслуги в области искусства[7].
- Благодарность Президента Российской Федерации (7 декабря 2007 года) — за большой вклад в создание и развитие нового телевизионного проекта сатирического журнала «Фитиль»[8].
- Лауреат премии «ТЭФИ» (2004) — за лучший документальный сериал («Серебро и чернь»).
- Лауреат V и VI Международных кинофестивалей «Дворянский мир».
- Награждён общественным орденом Союза АПК Возрождение "Звезда Отечества" (2006) (Труд, Честь, Доблесть  - на благо Отечества)
- Лауреат "Гран -при" Х Международного кинофестиваля "Дворянский мир" (2023) "за высокое профессиональное мастерство..."
- Лауреат Крымского Ретро Кинофестиваля «Виват, Комедия».
- Трижды лауреат и дипломант Международного Кинофорума «Золотой Витязь».
- Отмечен благодарностью «Гильдии Актёров Кино России» «за бескорыстное отношение и любовь к артистам кино».
- Награждён Почётной Грамотой председателя ЛДПР В. В. Жириновского "за вклад в развитие киножурнала «Фитиль» (2017).
- Награждён рядом грамот и благодарностей от руководства Министерства Обороны РФ «за активное участие в военно-патриотическом воспитании личного состава Вооружённых Сил МО РФ».
- В августе 2020 года награждён Золотой медалью им. Юрия Левитана «За выдающийся вклад в Российское телевидение» кинофорума «Золотой Витязь»[9].
- 2024 Фильм «Меч Мономаха»- Диплом «За сохранение исторической памяти» Международного Ялтинского Телекинофорума «Мы вместе».
- «Ветеран труда» (2018).